# Bruncuteula
Bruncuteula is een plaats (frazione) in de Italiaanse gemeente Portoscuso.
De plaats lag in de provincie Carbonia-Iglesias totdat deze provincie in 2016 opging in de huidige provincie Sud Sardegna.